# Haškovy povídky ze starého mocnářství
Haškovy povídky ze starého mocnářství je název československého povídkového filmu režiséra Miroslava Hubáčka, z roku 1952, natočeného podle povídek Jaroslava Haška. Scénář napsali: Karel Feix a Ivan Osvald. Režijní spolupráci zajišťoval Oldřich Lipský. Pracovní název filmu byl Býval svět jako květ.
Hudbu složil Jan Rychlík. Hrál Filmový symfonický orchestr (FISYO) za řízení Otakara Paříka. Ve filmu zpívá Kühnův dětský pěvecký sbor.
Text písně Krásný vzhled je na ten boží svět napsal Václav Poláček.
Ve filmu jsou čtyři povídky:
- Polévka pro chudé děti
- Schůze obecního zastupitelstva v Mejdlovarech
- Trampoty pana Tenkráta
- Vzpoura trestance Šejby

## Obsazení (výběr)
- František Smolík (kníže Robert)
- Růžena Šlemrová (kněžna)
- Jaroslav Vojta (Pazourek)
- Josef Kemr (učitel)
- Jan Pivec (starosta)
- Jiřina Šejbalová (hospodská)
- Vladimír Řepa (náměstek)
- Stanislav Neumann (kostelník)
- Václav Trégl (pastýř)
- Jiří Plachý st. (kořenář)
- Jaroslav Marvan (rada Benzet)
- Zdenka Baldová (Benzetová)
- Rudolf Hrušínský (Syrovátko)
- Ladislav Pešek (Tenkrát)
- Alois Dvorský (sluha Karpíšek)
- Světla Svozilová (teta Krauthauerová)
- Eman Fiala (Šejba)
- Vladimír Hlavatý (dozorce)